# دیگچه‌ای‌یان
دیگچه‌ای‌یان (نام علمی: Chytridiaceae) نام یک تیره از شاخه قارچ‌های دیگچه‌ای است.